# نيزكي
نيزكي (بالألمانية: Niesky) هي بلدة ألمانية، Grosse Kreisstadt و بلدة تقع في ألمانيا في غورليتس. يقدر عدد سكانها بـ 10,766 نسمة .

## المدن التوأمة
مدن ألبرت، أولده و هولزغرلينغن هي مدن توأمة لـنيزكي.

## أعلام
- غوستاف دالمان